# Верхньощелепна пазуха
Верхньоще́лепна пазуха (лат. sinus maxilliaris), га́йморова пазуха (sinus Highmori) — парна пазуха, найбільша з навколоносових пазух. Має пірамідоподібну форму, сполучується із середнім носовим ходом остеомеатальним комплексом. Відкриття верхньощелепної пазухи і її перший анатомічний малюнок приписуються Леонардо да Вінчі, але справжнім її першовідкривачем вважається британський хірург Натаніел Гаймор, що детально описав її в 1651 році.

## Будова
Є найбільшою повітряною порожниною в кістках черепа. Розташована в тілі верхньощелепної кістки, має кілька закутків (recessi): альвеолярний (спрямований донизу, обмежений альвеолярним відростком верхньощелепної кістки), іноді піднебінний (видається в тверде піднебіння), і рідше виличний (спрямований вбік, обмежений виличною кісткою) і підочноямковий (спрямований догори, обмежений нижньою очноямковою поверхнею верхньощелепної кістки). Медіальна стінка складається переважно з хряща. У верхній частині медіальної стінки розташований розтвір (hiatus maxillaris), що відкривається в півмісяцевий розтвір латеральної стінки порожнини носа. Розтвір верхньощелепної пазухи має бл. 2,4 мм у діаметрі і частіше овальну чи щілиноподібну форму.
Внутрішні стінки пазухи вислані мукоперіостом, війки якого коливаються в напрямку розтвору. Ця вистилка відома як мембрана Шнайдера, гістологічно вона являє собою біламінарну (двошарову) мембрану з клітинами псевдобагатошарового циліндричного епітелію на внутрішній стороні і періостом на кістковій стороні. Розміри пазухи можуть бути різними, навіть в однієї людини об'єм правої і лівої може відрізнятися. Висота може бути від 2 до 4,3 см, ширина — від 1,5 до 3 см, об'єм — у межах 2,5-30 мм³ (частіше 10-20 мм³).

### Стінки
У пазусі розрізняють такі стінки:
- медіальна стінка — прилягає до носа (у ній розташований hiatus maxillaris), має зазвичай чотирикутну форму, у нижніх відділах товстіша, ніж у верхніх, на деяких ділянках замість кістки може бути одна слизова, що прилягає до слизової носа (такі ділянки називають фонтанелями);
- верхня — має трикутну форму, містить нижньоочноямковий канал (canalis infraorbitalis, у ньому проходить підочноямковий нерв), що відкривається в порожнину отвором (foramen infraorbitale);
- передньо-латеральна — частіше за все має трикутну форму, утворюється передньою поверхнею верхньої щелепи;
- задньо-латеральна — має багатокутну форму, тонка, і з'єднуючись з передньо-латеральною і верхньою, утворює верхівку пазухи, спрямовану дозаду;
- нижня — вузька смужка кістки альвеолярного відростка верхньої щелепи.

Передньо-латеральна і медіальна стінки сполучуються між собою, утворюючи кістковий виступ — мис (carina).

### Розвиток
Є найпершою пазухою, що починає розвиватися в плода, спочатку має форму мілкої борозни. При народженні розміри в середньому 7×4×4 мм. Щорічно збільшується приблизно на 2 мм у висоту і на 3 мм в ширину, завершує ріст приблизно у віці 17-18 років.

## Клінічне значення

### Гайморит
Найпоширенішою патологією верхньощелепної пазухи є її запалення — гайморит (верхньощелепний синусит). Симптомами гаймориту є головний біль, зазвичай на стороні запаленої пазухи, носові чи глоткові виділення з неприємним запахом, інші ознаки інфекції, такі як гарячка і слабість. Шкіра в ділянці пазухи чутлива, гаряча, червона внаслідок запалювального процесу. На рентгенограмі в нормі півпрозорої для променів пазухи присутні помутніння: внаслідок скупчення слизу.
Частому виникненню гаймориту сприяють близьке розташування верхньощелепної пазухи до лобової пазухи, переднього решітчастого лабіринту, а також верхніх зубів, звідки легко поширюється інфекція. Перебіг хвороби ускладнюється тим, що розтвір пазухи, що сполучує її з носовою порожниною, розташований надто високо, тому природний відтік умісту утруднений. Нерідко причиною гаймориту стають захворювання зубів верхньої щелепи. Частота випадків запалення пазухи з такою етіологією (одонтогенний гайморит) становить 3-24 % (залежно від методики підрахунку) від загальної кількості.

### Ороантральне сполучення
Перфорація верхньощелепної пазухи — патологічне сполучення (нориця) між верхньощелепною пазухою і порожниною рота. Виникає при пошкодженні структур, що розділяють ці порожнини.
Ризик нориці підвищується з віком: пазуха розширюється і оточує корені задніх зубів, проникає в тіло виличної кістки. У випадку втрати молярів пазуха може розширитися ще дальше, роблячи дуже тонкою нижню стінку.

### Лікування
Для лікування патологій хірургічним шляхом застосовується гайморотомія — розтин верхньощелепної пазухи з наступним видаленням гною, слизу та іншородних тіл.